# My Mine
My Mine ist eine dreiköpfige italienische Synthie-Pop-Band. Mit der Single Hypnotic Tango schufen sie einen Klassiker des Genres Italo Disco.

## Geschichte
Die Band wurde 1983 in Bologna gegründet. Produziert wurde das Projekt von dem Produzenten Mauro Malavasi, der mit seinem Clock Studio als einer der wichtigsten Wegbereiter der italienischen Popmusik in den 1980er Jahren gilt.
Die bekannte und äußerst prägnante Synthesizerbassline aus Hypnotic Tango von 1984 (erzeugt mit einer Roland TB-303 die einen Achtelrhythmus über 3 Oktaven spielt und durch ein langes „Damped-Delay“ in einen Sechzehntelrhythmus gezogen wird), entwickelte sich zehn Jahre nach seiner Veröffentlichung zu einem beliebten Sample im Techno. Unter anderem wurde es von Carl Craig (in Rushed) und Bandulu (in Amaranth: Love Lies Bleeding) verwendet. 2002 landete die deutsche Band Master Blaster mit einer Coverversion des Songs erneut einen Top-Ten-Hit. Das englische Duo Bananarama schaffte im Jahre 2005 mit Look On The Floor (Hypnotic Tango) den zweiten Platz in den US-Dance-Charts.
Für My Mine blieb es jedoch der einzige große Erfolg ihrer Karriere. Die Nachfolgesingle Zorro verfehlte vordere Chartplatzierungen und auch das 1985 erschienene Debütalbum verkaufte sich kaum.
Ende 2015 wurde My Mine von Carlo Malatesta und Danilo Rosati reaktiviert. Mit der Sängerin Ilaria Melis und dem Toningenieur Giovanni De Rosa wurden ab 2015 neue Songs im Groove Studio in Terni eingespielt. Like a fool wurde 2016 und Love is in the sky 2018 veröffentlicht. 2018 war ein Album 83-18 geplant.

## Mitglieder
- Stefano Micheli (Gesang, Keyboard), bis 1986
- Carlo Malatesta (Gesang, Keyboard), bis 1986, ab 2015
- Danilo Rosati (Keyboard, Ablaufsteuerung, Schlagzeug), bis 1984, ab 2015
- Darren T. Hatch, 1984 bis 1986
- Ilaria Melis, ab 2015[3]

## Diskografie

### Alben
- 1985: Stone
- 1986: Can Delight

### Singles
- 1983: Hypnotic Tango
- 1984: Zorro
- 1985: Cupid Girl
- 1985: Stone
- 1986: Can Delight
- 2016: Like a fool
- 2018: Love is in the sky